# Wiskadals fabrik
AB Wiskadals fabrik (WF) var tidigare ett textilföretag med omfattande postorderförsäljning och direktbutik i Borås.
Wiskadals fabrik startades år 1926 av Erik Algot Claeson och Ferdinand Gustafsson. Företaget expanderade snabbt och ombildades till aktiebolag år 1934. Utöver de egentillverkade produkterna utökades sortimentet med tiden och kom att omfatta även kläder, hushållsartiklar, fritidsprodukter, verktyg, leksaker, cyklar m.m. Wiskadals sysselsatte som mest 170 personer och var ett av de företag som lade grunden till Borås som postorderstad. Wiskadals utkonkurrerades dock av de nya företag i branschen som tillkom i Borås under efterkrigstiden och nedlades år 1967. Den stora tegelbyggnad vid Skaraborgsvägen i vilken företaget var inrymt finns dock kvar än i dag.